# Ligue des champions d'Afrique masculine de handball 2019
Navigation
Ligue des champions 2018 Ligue des champions 2022
La Ligue des champions 2019 est la 41e édition de la Ligue des champions d'Afrique masculine de handball. Organisée par la Confédération africaine de handball, elle est disputée du 4 au 13 octobre 2019 à Praia Cap-Vert.
Le club égyptien du Zamalek SC s'impose en finale face à un autre club égyptien, Sporting Club d'Alexandrie (33-31). Il remporte là son troisième titre consécutif, le douzième au total dans la compétition, nouveau record.
Dans le match pour la troisième place, le GD Interclube a dominé la JS Kinshasa (24-21).

## Phase finale
|  | Demi-finales               | Demi-finales               | Demi-finales               | Demi-finales               |                               |            | Finale          | Finale          | Finale          | Finale          |
|  |                            |                            |                            |                            |                               |            |                 |                 |                 |                 |
|  | 12 octobre 2019            | 12 octobre 2019            | 12 octobre 2019            | 12 octobre 2019            |                               |            | 13 octobre 2019 | 13 octobre 2019 | 13 octobre 2019 | 13 octobre 2019 |
|  | GD Interclube              | GD Interclube              | 18                         | 18                         |                               |            | 13 octobre 2019 | 13 octobre 2019 | 13 octobre 2019 | 13 octobre 2019 |
|  | GD Interclube              | GD Interclube              | 18                         | 18                         |                               |            | 13 octobre 2019 | 13 octobre 2019 | 13 octobre 2019 | 13 octobre 2019 |
|  | Zamalek SC                 | Zamalek SC                 | 30                         | 30                         |                               |            | 13 octobre 2019 | 13 octobre 2019 | 13 octobre 2019 | 13 octobre 2019 |
|  | Zamalek SC                 | Zamalek SC                 | 30                         | 30                         | Zamalek SC                    | Zamalek SC | 33              | 33              |                 |                 |
|  | 12 octobre 2019            |                            |                            |                            | Zamalek SC                    | Zamalek SC | 33              | 33              |                 |                 |
|  |                            |                            | Sporting Club d'Alexandrie | Sporting Club d'Alexandrie | 31                            | 31         |                 |                 |                 |                 |
|  | Sporting Club d'Alexandrie | Sporting Club d'Alexandrie | Sporting Club d'Alexandrie | Sporting Club d'Alexandrie | 31                            | 31         | 27              | 27              |                 |                 |
|  | Sporting Club d'Alexandrie | Sporting Club d'Alexandrie |                            |                            |                               |            |                 | 27              |                 |                 |
|  | JS Kinshasa                | JS Kinshasa                | 20                         | 20                         |                               |            |                 |                 |                 |                 |
|  | JS Kinshasa                | JS Kinshasa                | 20                         | 20                         | Match pour la troisième place |            |                 |                 |                 |                 |
|  |                            |                            |                            |                            |                               |            |                 |                 |                 |                 |
|  | 13 octobre 2019            |                            |                            |                            |                               |            |                 |                 |                 |                 |
|  | GD Interclube              | GD Interclube              | 24                         | 24                         |                               |            |                 |                 |                 |                 |
|  | GD Interclube              | GD Interclube              | 24                         | 24                         |                               |            |                 |                 |                 |                 |
|  | JS Kinshasa                | JS Kinshasa                | 21                         | 21                         |                               |            |                 |                 |                 |                 |
|  | JS Kinshasa                | JS Kinshasa                | 21                         | 21                         |                               |            |                 |                 |                 |                 |